# Technik pokładowy

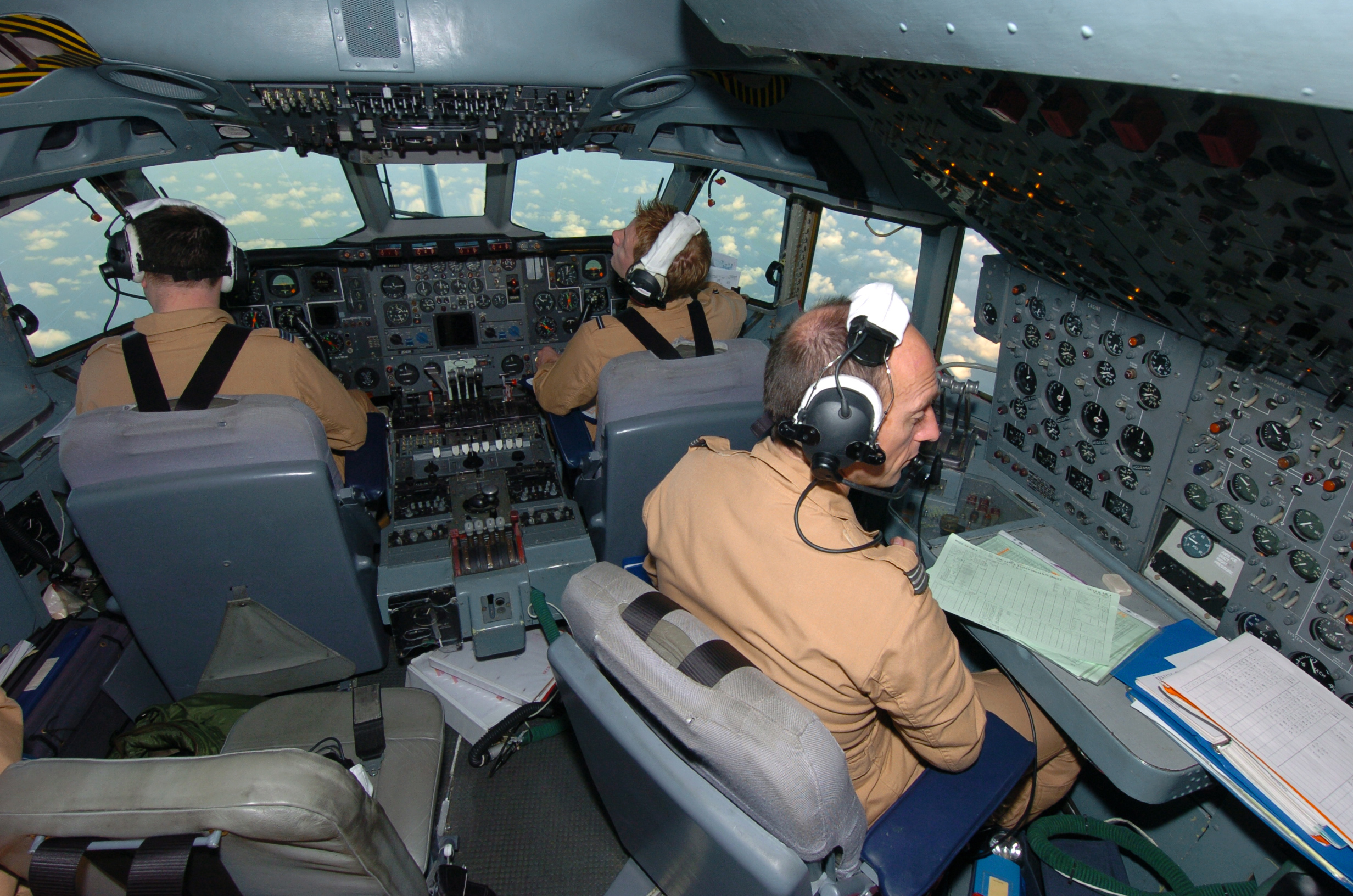
Stanowisko technika pokładowego za pilotami, samolot Vickers VC10

Technik pokładowy – (ang. flight engineer) – członek załogi statku powietrznego znajdujący się w kokpicie który nadzoruje i zarządza pracą poszczególnych systemów statku powietrznego. Początkowo w lotnictwie stanowisko technika pokładowego nazywano mechanikiem pokładowym, podobną funkcję technika pokładowego w załodze Międzynarodowej Stacji Kosmicznej sprawuje inżynier pokładowy.

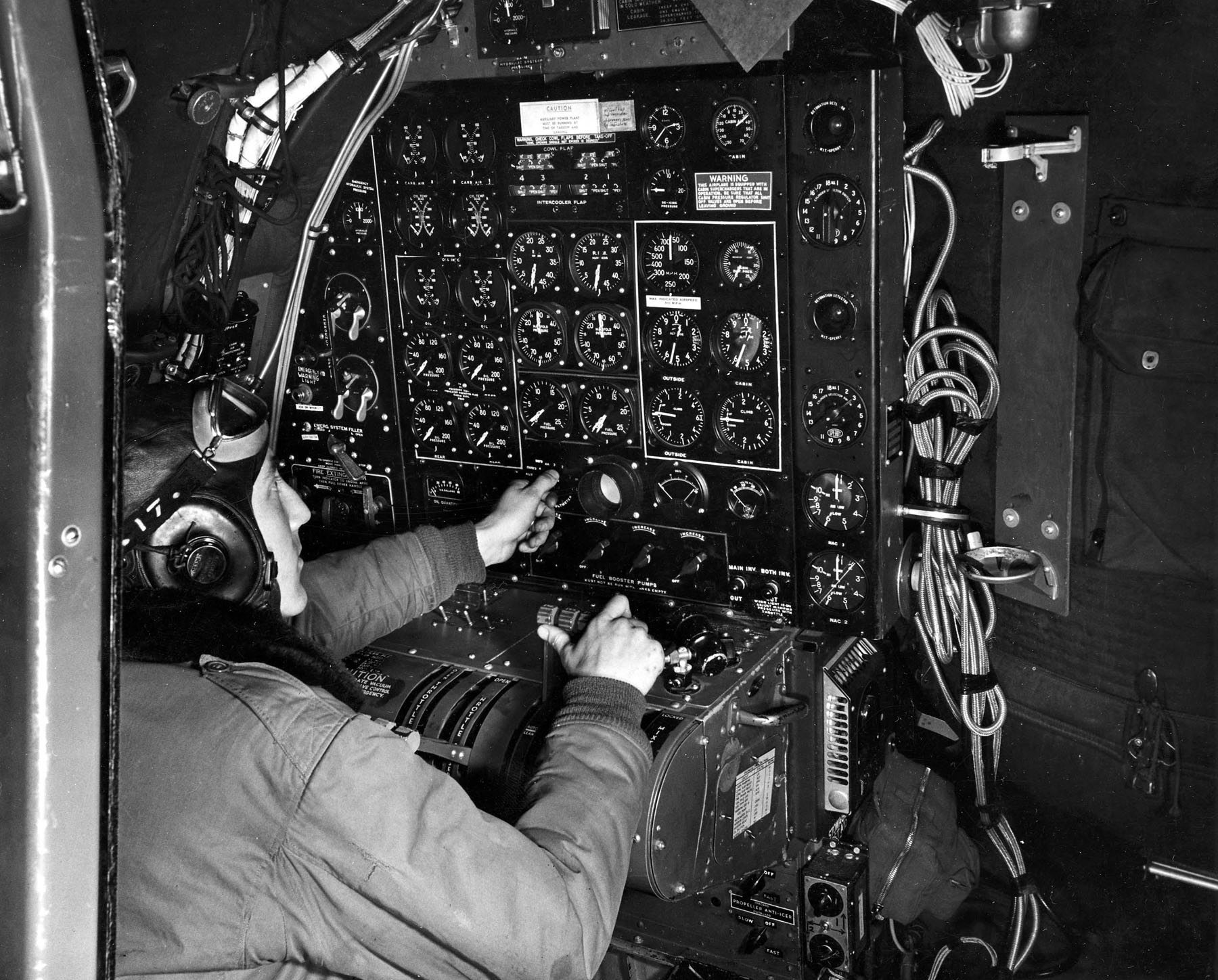
Mechanik pokładowy samolotu bombowego Boeing B-29

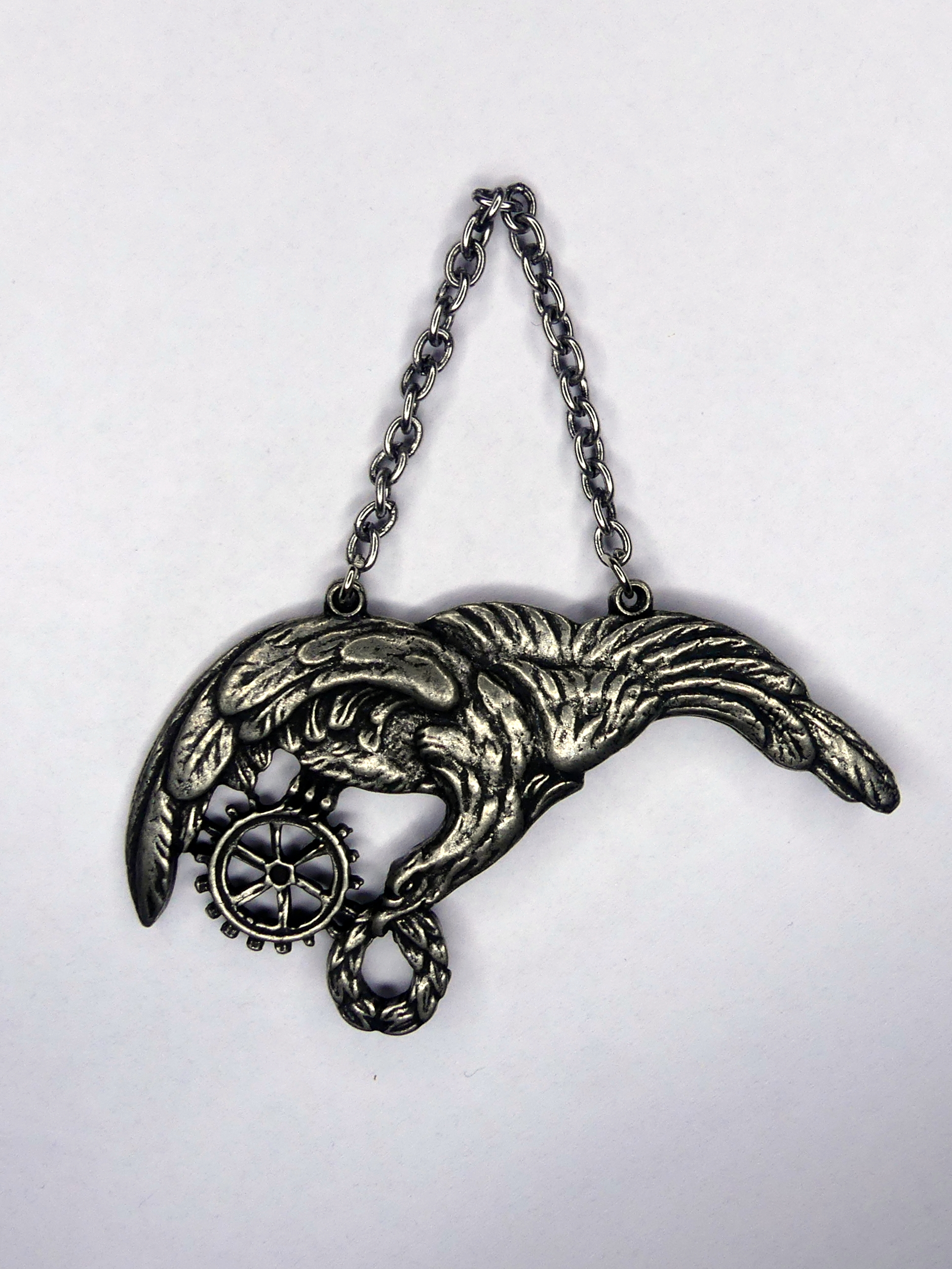
Odznaka mechanika pokładowego, lotnika Polskich Sił Powietrznych w Wielkiej Brytanii

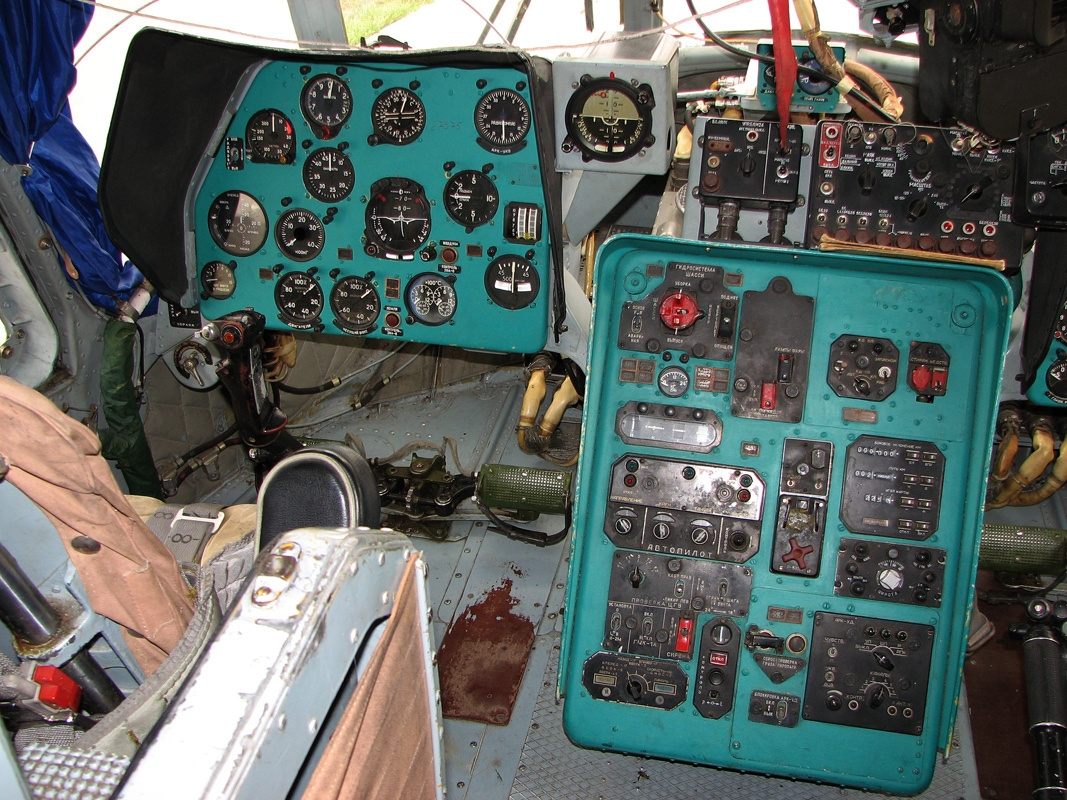
Śmigłowiec Mi-14PS, widoczne miejsce pilota i pulpit technika pokładowego

## Historia
W czasie rozwoju lotnictwa i coraz bardziej skomplikowanej budowy samolotów i ich wyposażenia w samolotach długodystansowych (wielosilnikowych) zaistniała konieczność wprowadzenia dodatkowego członka załogi który będzie nadzorował najważniejsze systemy: silników lotniczych, systemu paliwowego, systemu zasilania energią elektryczną, systemu hydraulicznego. Prawdopodobnie pierwszym samolotem na którego pokładzie w czasie lotu znajdowało się dwóch mechaników lotniczych, był amerykański samolot Curtiss NC-4 który w 1919 roku przeleciał nad Atlantykiem, był to pierwszy samolot który pokonał trasę ze Stanów Zjednoczonych do Europy nad oceanem. Następne samoloty w których wprowadzono do załogi lotniczej mechaników pokładowych, to: Sikorski S-40 (1931), Sikorski S-42„Cliper” (1934), Consolidated PBY, (1936), niemiecki Dornier Do 26 (1938). Podczas II wojny światowej na dużych bombowcach typów Avro Lancaster i Handley Page Halifax z powodu braku wyszkolonych pilotów, w załogach samolotów zamiast dwóch pilotów, znajdowali się jeden pilot oraz mechanik pokładowy który zajmował miejsce obok pilota (od 1942) np. w polskim 300 Dywizjonie Bombowym. Od 1945 roku w samolotach transportowych i pasażerskich w skład załogi lotniczej zazwyczaj wchodzili: dwaj piloci, radiooperator, mechanik pokładowy oraz w czasie lotów międzynarodowych także nawigator.

## Zadania
Mechanicy pokładowi są odpowiedzialni za przyjmowanie statku powietrznego przed lotem od służby technicznej, sprawdzenie właściwego wyposażenia oraz zaopatrzenia samolotu w odpowiednią ilość paliwa, materiałów eksploatacyjnych i technicznych oraz czy statek powietrzny spełnia warunki wymagane przepisami i jest zdatny do lotu. W czasie lotu mechanik pokładowy monitoruje i nadzoruje pracę różnych systemów statku powietrznego, współpracuje w ścisłej koordynacji z pozostałymi członkami załogi samolotu, wykonuje polecenia dowódcy statku powietrznego podczas wszystkich etapów lotu. W razie wystąpienia usterek lub awarii podejmuje odpowiednie działania w porozumieniu z dowódcą statku powietrznego. Na lotniskach pośrednich wykonuje przedlotową obsługę techniczną i wykonuje inspekcję samolotu. Na lotnisku, na którym nie ma odpowiedniej służby technicznej do obsługi statku powietrznego, wykonuje drobne naprawy, ocenia czy statek powietrzny jest zdatny do lotu. Technik pokładowy ponadto odpowiada za bieżące prowadzenie dokumentów eksploatacyjnych, wpisuje do dokumentów uwagi o dostrzeżonych usterkach, incydentach lotniczych oraz ewentualnych przekroczeniach parametrów pracy urządzeń i systemów np. lot w trudnych warunkach meteorolgicznych. W Polsce oraz w innych krajach mechanik pokładowy musi posiadać odpowiednie kwalifikacje do wykonywania odpowiednich czynności lotniczych, wymagane jest posiadanie aktualnej licencji mechanika pokładowego wydanej przez właściwy, upoważniony organ państwowy. W Polsce licencje mechanika pokładowego wydaje Prezes Urzędu Lotnictwa Cywilnego. W obecnych czasach w nowoczesnych samolotach pasażerskich załoga składa się tylko z dwóch pilotów, a stanowisko mechanika pokładowego (inżyniera pokładowego) zostało zlikwidowane ze względu wyposażenie samolotów w złożone systemy elektroniczne które monitorują poszczególne systemy samolotu, rolę technika pokładowego przejęły komputery pokładowe: systemy FADEC, HOTAS oraz Fly-by-wire. Pierwszymi samolotami pasażerskimi z załogą bez technika pokładowego zgodnie z przepisami lotniczymi były: McDonnell Douglas DC-9, BAC One-Eleven, Boeing 737 (wersje 100 i 200), 16 grudnia 1967 Federal Aviation Administration po wykonaniu analiz i testów zatwierdziła certyfikat typu umożliwiający wykonywanie lotów załogi złożonej z dwóch pilotów bez technika pokładowego w kokpicie. Technik pokładowy znajdował się w załogach samolotów pasażerskich, np.: Ił-62, Boeing 307 Stratoliner, a obecnie pozostał najczęściej w wojskowych samolotach transportowych: CASA C-295, Douglas C-124 Globemaster II, Lockheed C-130 Hercules oraz śmigłowcach Morskiego poszukiwania i ratownictwa np.: MI-14 PS, W-3WARM Anakonda.

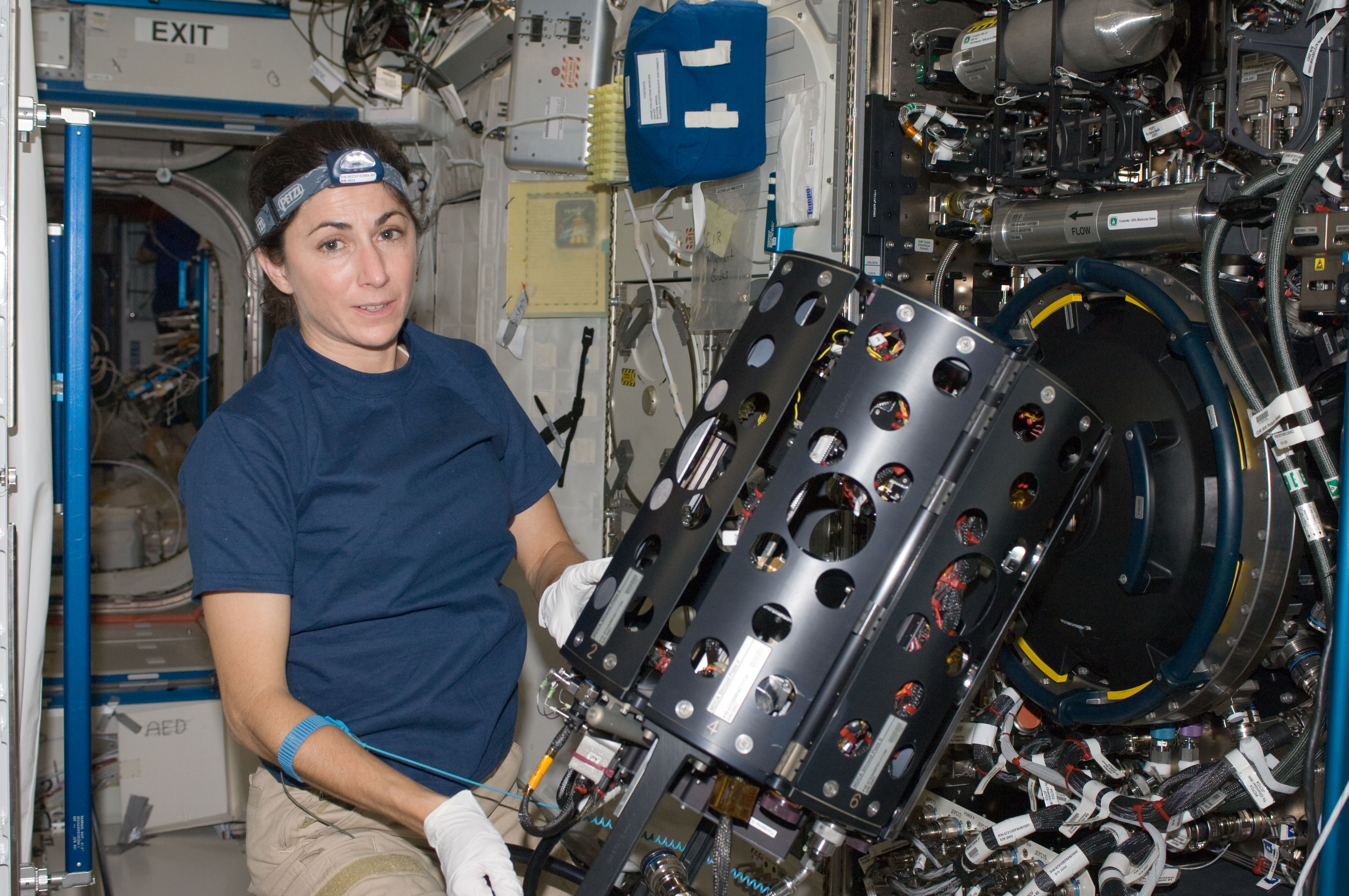
Międzynarodowa Stacja Kosmiczna, inżynier pokładowa Nicole Stott

## Wymagania
Mechanik Pokładowy powinien posiadać wiedzę w zakresie:
- prawa lotniczego - znajomość przepisów dotyczących: licencji mechanika pokładowego, aerodynamiki, operacji cywilnych statków powietrznych w zakresie swoich obowiązków, ogólna wiedza o budowie statku powietrznego, zasadach pracy zespołów napędowych, turbin gazowych lub silników tłokowych, układów paliwowych, układów kontroli paliwa, układów smarowania, systemów hydraulicznych, hermetyzacji, klimatyzacji, tlenowych, pneumatycznych oraz systemu przeciwpożarowego,
- wiedzy teoretycznej o elektryczności, układach elektrycznych (prąd zmienny i prąd stały), systemach okablowania statku powietrznego, umasieniu oraz zasadach działania przyrządów, busoli, autopilotów, łączności radiowej, systemów radionawigacyjnych i radarowych, systemów zarządzania lotem oraz awioniki,
- przeprowadzania inspekcji, sprawdzania poszczególnych systemów, wyposażenia i zdatności danego statku powietrznego do lotu,
- planowania lotu i obciążenia z uwzględnieniem osiągów i ograniczeń danego statku powietrznego,
- znajomości procedur operacyjnych podczas: obsługi technicznej, inspekcji przed lotem, tankowania, wykorzystania mocy z zewnątrz, normalnych sytuacji, sytuacji awaryjnych, łączności radiotelefonicznej, nawigacji,
- kandydat musi mieć doświadczenie w zakresie wykonywania obowiązków mechanika pokładowego pod nadzorem uprawnionego mechanika pokładowego w czasie co najmniej 100 godzin lotu.